# Домінгос да Гія
Домінгос да Гія (порт. Domingos da Guia, нар. 19 листопада 1912, Ріо-де-Жанейро — пом. 18 травня 2000, Ріо-де-Жанейро) — бразильський футболіст, що грав на позиції захисника.
За версією IFFHS займає 43 місце серед найкращих футболістів Південної Америки XX століття. Займає 40-е місце серед найкращих гравців за всю історію футболу за версією Placar. Брат іншого відомого футболіста — Ладіслау да Гія, батько Адеміра да Гії. Ім'я Домінгеса згадується в гімні клубу «Бангу»: «Звідти і сюди прийшов Домінгос да Гія» («De lá, pra cá, surgiu Domingos da Guia»). За версією журналу Placar (2000 рік), Домінгос входить в 5-ку найкращих гравців «Фламенго» за всю історію клубу. Домінгос відомий своїм прийомом, відомим як «Домінгадас», коли він йшов в обіграш на нападників суперника біля своїх воріт.

## Клубна кар'єра
Домінгос да Гія народився в Бангу, передмісті Ріо-де-Жанейро в багатодітній родині бідного фермера, де він був наймолодшою дитиною. Він почав свою діяльність, працюючи ткачем на місцевому текстильному підприємстві, одночасно граючи в команді при заводі
Домінгос почав кар'єру у віці 16-ти років клубі «Бангу», чиїм головним спонсором був завод, на якому працював Домінгос, і де вже грали троє його старших братів. Запросив його до клубу головний тренер команди Са Пінту. Одночасно з грою в клубі, Домінгос працював агентом громадського здоров'я. 28 квітня 1931 року Домінгос дебютував у професійному футболі, зігравши в матчі з «Фламенго», в якому його клуб виграв 3:1. 18 жовтня 1931 року Домінгос забив свій перший гол у кар'єрі, вразивши ворота «Ботафого», а потім, в тій же грі забив і другий м'яч, проте ці голи не врятували команду від поразки 3:4.
У 1932 році Домінгос перейшов в уругвайський «Насьйональ», ставши найбільш високооплачуваним гравцем клубу. З «Насьйоналем» Домінгос став чемпіоном Уругваю. У клубі він грав разом із Хосе Насассі, виступаючи на позиції лівого центрального захисника. Уругвайські фанати за його гру прозвали Домінгоса «Китайською стіною на захід» та «Фортецею». Там же він користувався великою увагою уругвайських жінок, що мало не призвело його до прийняття уругвайського громадянства. Проте любов до пляжів Ріо призвела до рішення повернутися в Бразилію.. Домінгос знову повернувся до Бразилії в клуб «Васко да Гама», з яким виграв чемпіонат штату Ріо-де-Жанейро у 1934 році, провівши лише 12 матчів. Останню гру за «Васко» Домінгос провів 10 лютого 1935 року проти «Рівер Плейт», в якому його клуб програв 1:4.
|                                   | «Це кращий захисник, що я бачив за довгий час. У нього є всі якості, що потрібні захиснику» |
| — Людовіко Бідольйо про Домінгоса |                                                                                             |

У 1935 році Домінгос виступав за аргентинський «Бока Хуніорс». Спочатку Домінгоса в «Боці» вважали дуже повільним гравцем, який став відомий, лише завдяки грі поруч з Насассі, проте потім він своєю грою продемонстрував те, що завжди опиняється в потрібному місці оборони, припиняючи атаки суперника і відмінно взаємодіючи з Віктором Валуссі. З «Хуніорс» Домінгос виграв чемпіонат Аргентини. Там же він отримав прізвисько «Divino» (з іспанської — «Диво», яке з португальської перекладається як «Божество», другий варіант прижився і в Бразилії). Влітку 1936 року аргентинську першість було зупинено через спеку (+36 в тіні); пауза тривала 6 місяців, більшу частину з яких Домінгос провів на батьківщині, разом з дружиною Еротільдес, з якою познайомився в Буенос-Айресі. У серпні його контракт закінчився. Він відмовив «Боці» у продовженні угоди, а потім не погодився перейти в клуб з Парижу, що запропонував йому вигідну угоду.
|                         | «Він був справжнім кумиром уболівальників „Боки“. Коли я тут грав, через роки, всі говорили тільки про нього» |
| — Орландо про Домінгоса | |

У 1936 році Домінгос перейшов в «Фламенго», дебютувавши в команді 16 серпня 1938 року в матчі з «Флуміненсе», який завершився внічию 2:2. Він виграв з клубом три чемпіонати штату Ріо-де-Жанейро, провів 230 матчів, з яких клуб програв лише 39 ігор. Останню гру за «Фла» Домінгос провів 24 жовтня 1943 року проти «Сан-Паулу», яку клуб програв 0:3. 
В 1943 році Домінгос перейшов в «Корінтіанс» і виступав за клуб чотири сезони. 
Завершив кар'єру Домінгос в рідному «Бангу». Останню в кар'єрі гру він провів 15 травня 1949 року, в ній «Бангу» виграв у клубу «Португеза Деспортос» з рахунком 5:1, у тому ж сезоні він забив останній у кар'єрі м'яч, реалізувавши 23 січня 1949 року пенальті, який приніс клубу перемогу в матчі з «Сеарою» — 4:3.

## Виступи за збірну
2 липня 1931 року дебютував в офіційних матчах у складі національної збірної Бразилії, коли бразильська збірна перемогла клуб «Ференцварош» з рахунком 6:1. Протягом кар'єри у національній команді, яка тривала 16 років, провів у формі головної команди країни 30 матчів, з яких команда виграла 19, 5 звела внічию і 8 програла.
У складі збірної був учасником чемпіонату світу 1938 року у Франції, де виводив збірну, яка в підсумку здобула бронзові нагороди, як капітан команди, а також трьох чемпіонатів Південної Америки — 1942 року в Уругваї, на якому команда здобула бронзові нагороди, а також 1945 року у Чилі і 1946 року в Аргентині, здобувши на кожному з них «срібло». Також зі збірною Домінгос виграв два Кубка Ріо-Бранко і один Кубок Рока.

## Подальше життя
Завершивши кар'єру гравця, Домінгос працював тренером, керуючи командою «Оларія». У 1952 році він повернувся на роботу в системі охорони здоров'я. Вийшовши на пенсію, Домінгос жив у районі Меїер, на півночі Ріо-де-Жанейро. Він помер у другій половині дня, у четвер, 18 травня 2000 року від судинного мозкового крововиливу, перенсеного з ускладненнями, в лікарні Кварто Сентенаріо в Ріо-де-Жанейро, куди він був поміщений за 12 днів до цього. Він залишив 5-х дітей, один з яких, Адемір, також став відомим футболістом і виступав за збірну Бразилії на чемпіонаті світу.
|                            | «У доповненні до гравця, він був великим батьком. Мені буде його не вистачати, і це нормально». |
| — Адемір да Гія про батька |                                                                                                 |

## Титули і досягнення
- Переможець Ліги Каріока (4):

«Васко да Гама»: 1933
«Фламенго»: 1939, 1942, 1943
- Чемпіон Уругваю (1):

«Насьйональ»: 1933
- Чемпіон Аргентини (1):

«Бока Хуніорс»: 1935
- Бронзовий призер чемпіонату світу: 1938
- Срібний призер Чемпіонату Південної Америки: 1945, 1946
- Бронзовий призер Чемпіонату Південної Америки: 1942

### Індивідуальні
- У символічній збірній чемпіонату світу: 1938
- Найкращий футболіст чемпіонату Південної Америки: 1945 року[23]